# Manuel de Escandón y Barrón
José Manuel María del Corazón de Jesús Escandón y Barrón (Ciutat de Mèxic, 13 d'agost de 1857 – Ciutat de Mèxic, 13 de desembre de 1940) va ser un jugador de polo mexicà.
El 1900 va prendre part en els Jocs Olímpics de París, on guanyà la medalla de bronze en la competició de polo com a integrant de l'equip nacional mexicà, la primera que aconseguia Mèxic en uns Jocs Olímpics. En aquest equip també hi competien els seus germans Eustaquio i Pablo i Guillermo Hayden Wright.